# عدسة متلونة بالضوء

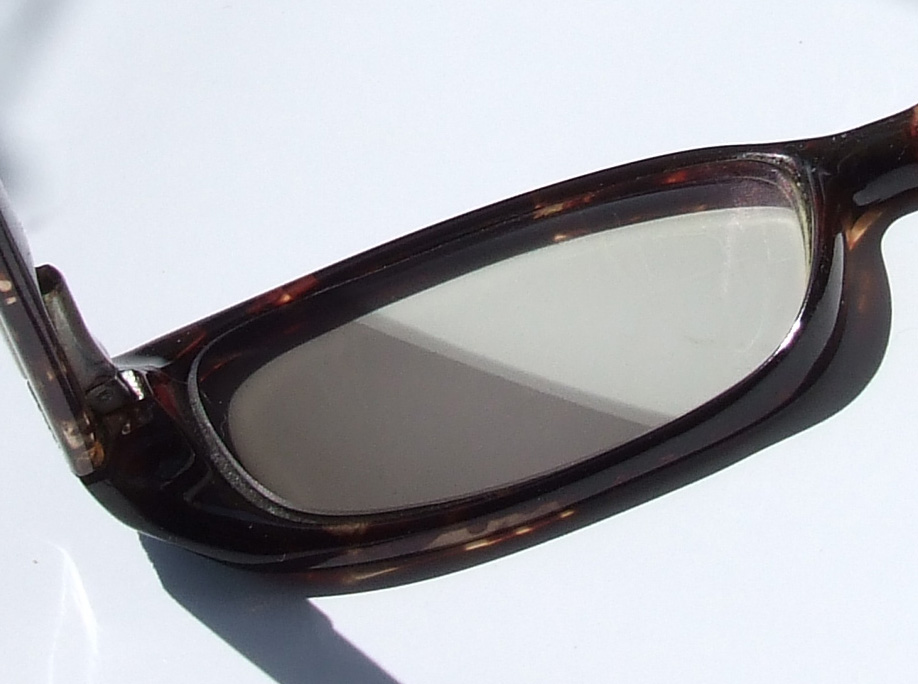
عدسة متلونة بالضوء

عدسة المتلونة بالضوء  هي عدسة للنظارات يغمق لونها عند التعرض لشدة ضوء معينة، وغالباً بوجود الأشعة فوق البنفسجية. بغياب المصدر الضوئي تبقى العدسة محافظة على حالتها الشفافية الاعتيادية.
تصنع العدسات المتلونة بالضوء من الزجاج أو من أنواع مختلفة من اللدائن مثل بولي الكربونات. يمكن استخدام مواد كيميائية مختلفة حساسة للضوء في تركيب هذه العدسات، من بينها استخدام هاليدات الفضة مثل مركب كلوريد الفضة.